# Maroons de Pottsville
Stade
Maillots
Les Maroons de Pottsville (en anglais : Pottsville Maroons) étaient une franchise de la NFL (National Football League) basée à Pottsville en Pennsylvanie.
Cette franchise NFL aujourd'hui disparue fut fondée en 1925. La franchise déménage à Boston en 1929 et adopte le nom des « Bulldogs de Boston » avant de cesser ses activités en 1930.